# Bundesstraße 111
Pour les articles homonymes, voir Route 111.
La Bundesstraße 111 (abrégé en B 111) est une Bundesstraße reliant Gützkow à Mellenthin.

## Localités traversées
- Gützkow
- Zinnowitz
- Koserow
- Mellenthin